# Lage Eklund
Anders Samuel Lage Eklund, född 1 mars 1901 i Stora Mellösa församling, Örebro län, död 19 april 1972, kyrkobokförd i Österåkers församling, Stockholms län, mantalsskriven i Norrtälje, Stockholms län, var en svensk båtkonstruktör.
Lage Eklund utbildade sig till ingenjör och ritade både segel- och motorbåtar. Han arbetade hos Gustaf Estlander och senare under Tore Herlin på marinförvaltningen. Han hade också egen konstruktionsbyrå.
Han började med att rita segelkanoter, men är mest känd för Mälar 30 (Cirka 120 byggdes) och Neptunkryssare (Cirka 200 byggdes).
Lage Eklund är gravsatt på Nikolai kyrkogård i Örebro.

## Konstruerade båtar och båttyper i urval
- 1933 Mälar 30
- 1938 Neptunkryssaren

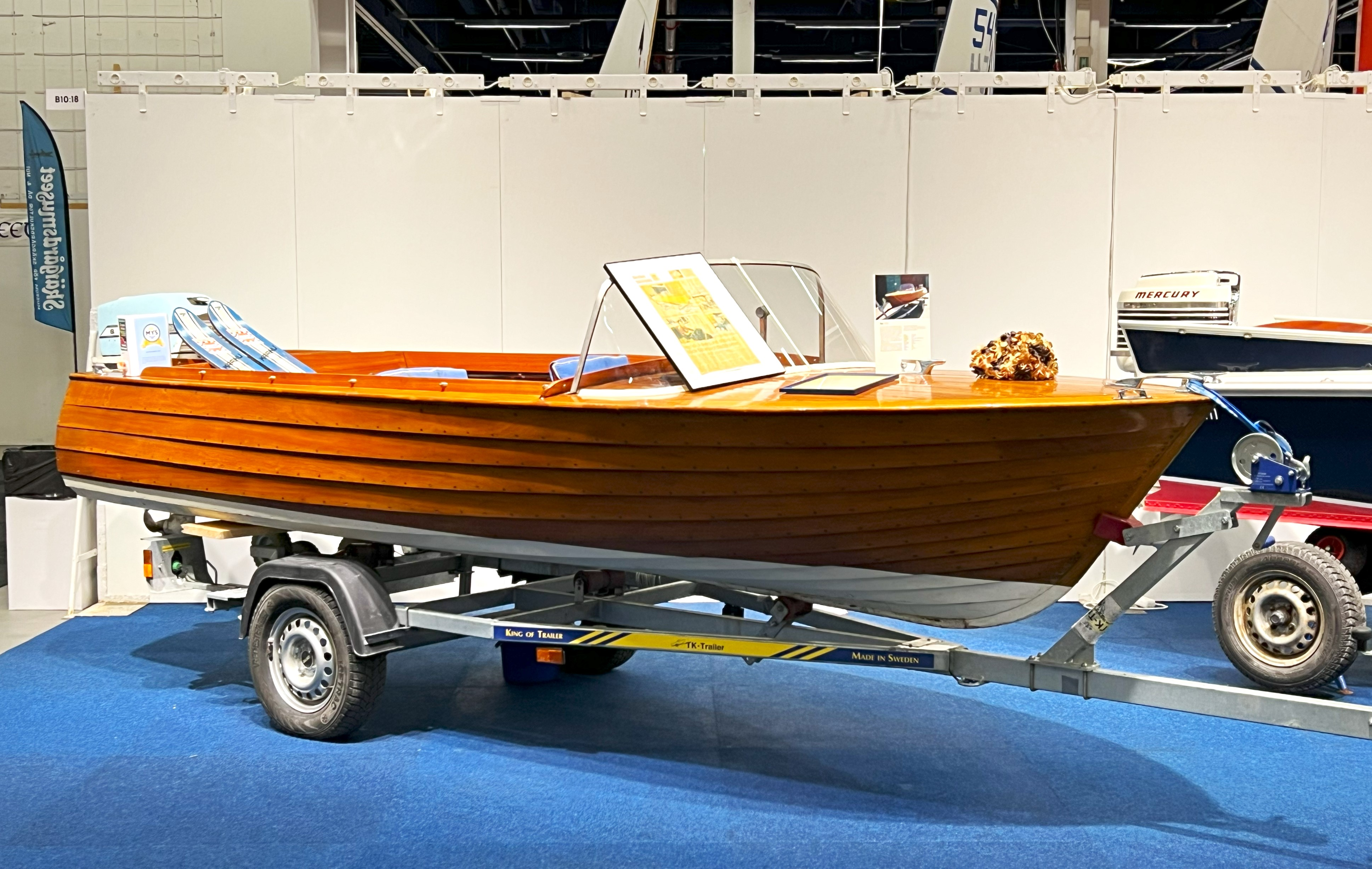
Motorbåten Ina utställd i Motor Yacht Societys monter på mässan "Allt för sjön" i Stockholm i mars 2024. Ina k-märktes 2024.

- 1954 Passbåten Arö I, plast och trä, på Livbåtsvarvet/Kordaverken på Orust (k-märkt)
- 1962 Fidra, segelbåt, för Fisksätra varv
- 1960 Ina, motorbåt, Andersson & Sundströms eller Andersson & Sundbergs varv, Söderköping [3]
- 1963 Havsfidra, segelbåt, ritad  för Fisksätra varv